# Ariana (actrice)
Pour les articles homonymes, voir Ariana (homonymie).
Ariana est une actrice pornographique américaine, née à New York (États-Unis), le 3 novembre 1958. Sa carrière s'étend de 1992 à 2004, période pendant laquelle elle a tourné dans au moins 280 films, notamment des films de bondage. Son rôle dans Desert Moon lui a valu l'AVN Award du meilleur second rôle féminin en 1996.

## Récompenses
- 1996 : AVN Award Meilleur second rôle féminin (Best Supporting Actress - Film) pour Desert Moon[5]

## Filmographie sélective
- 1992 : Buttwoman 2 Behind Bars
- 1993 : Buttslammers 1
- 1993 : Buttslammers 4
- 1994 : Buttslammers 6
- 1994 : Buttslammers 8
- 1994 : No Man's Land 9
- 1994 : Best of No Man's Land 2
- 1995 : Buttslammers 9
- 1995 : Best of Buttslammers 1
- 1996 : Where the Girls Sweat 3
- 1997 : Buttslammers 15
- 1998 : Reclaiming Chloe
- 1999 : Dominant Speaks
- 2000 : Transsexual Submission 3
- 2001 : Tortured Schoolgirls
- 2002 : She Males Enslaved 2